# 蛙亭
蛙亭（かえるてい）は、吉本興業（東京本社）所属の男女お笑いコンビ。2012年結成。NSC大阪校34期生。キングオブコント2021・2023ファイナリスト。

## メンバー
中野 周平（なかの しゅうへい、1990年〈平成2年〉11月20日 - ）（34歳）
ツッコミ（コントでは主にボケ）・リーダー担当。立ち位置は向かって左。
- 岡山県岡山市南区出身、岡山県立岡山東商業高等学校卒業。既婚。
- 身長176 cm、体重100 kg。血液型B型。M。相方・イワクラの遅刻に全く怒らないなど温厚な性格。
- 猫が好き。「エト」「トト」という名前の2匹の猫を飼っている。
- 趣味は絵を描くこと、映画鑑賞、神聖かまってちゃんのライブ鑑賞。特技は絵を描くこと。
- 小4から2ちゃんねらーである。
- 中高6年間は美術部に所属していた。中学2年時には既に体重が80 kgあったため、当時のあだ名は「タイヤ」。
- 最初にテレビを見て好きになったのは、幼稚園の頃に見たとんねるずの『仮面ノリダー』。芸人を志し始めたのは中学3年時で、『リンカーン』（TBSテレビ）を見たことがきっかけ。
- 好きな食べ物はうなぎ。
- 宣材写真などでは眼鏡を着用しているが、裸眼での視力は2.0で伊達眼鏡である。コントのネタ中ではかけていない場合がほとんど。
- 中川翔子の大ファン。『アメトーーク!』で共演した際には、中川のファンクラブ「ギザぴんく!」の初期の会員証を持参し、古参であることを明かしている。
- 高校卒業後はNSCの入学金を貯めるため、2年間JR西日本宝塚駅のみどりの窓口で駅員として働いていた。漫画家・東風孝広のアシスタントを務めていた時期もある。
- 2022年1月1日放送の『第55回新春!爆笑ヒットパレード2022』（フジテレビ）にて同年2月22日に7年交際している女性との入籍予告を行い、その後は予告通りに同年2月22日（猫の日）を以ての入籍を自身のTwitterにて報告した。
- 実母が沖縄出身（旧姓・東浜（ありはま））であり、年越しそばはソーキそばだと公言している。

 イワクラ（1990年〈平成2年〉4月10日 - ）（35歳）
ボケ（コントでは主にツッコミ）・ネタ作り担当。立ち位置は向かって右。
- 本名及び旧芸名は、岩倉 美里（いわくら みさと）。
- 宮崎県小林市出身。小林市立三松中学校、宮崎県立飯野高等学校卒業。
- 身長160 cm、体重55 kg。血液型AB型。
- 小学1年時に両親が離婚したため、父子家庭で育つ。妹が一人いる。
- 中学時代はハンドボール部、高校時代はバドミントン部に所属。
- 時間管理や計画を立てるのが苦手である。
- 朝一番の仕事は遅刻するためマネージャーが必ずタクシーを下に呼んでくれており、それに乗り込めば遅刻しないという体制を敷いている。
- じっとしているのが苦手で、楽屋や家の中で立っていることが多い。
- 芸人を目指したきっかけは、小学3年時に大阪の親戚へ連れられてなんばグランド花月に行き吉本新喜劇や漫才などの寄席を初めて観たことで、宮崎にはお笑いの文化がないため人を笑わせることに関心を覚えたという。お笑いを本格的に好きになったのもその頃だった。実父には芸人への道を反対されたため高校卒業後、地元で2年間アルバイトして資金を貯めてから上阪した。
- 趣味は赤ちゃんを見ること、相方・中野が描いた絵に色を塗ること、赤ちゃんの人形（ちゃんBZ、ピンキーロジャー）と遊ぶこと、写真を撮ること。
- 好きな食べ物は明太子。苦手なモノは心霊。
- 縮毛矯正をしている。
- 特技は三点倒立。手の指の第2関節を逆に曲げられること。
- 「ダイナマイト関西2014」西日本新人王決定戦の優勝者。女性の初代座王。
- Snow Manの宮舘涼太の大ファン。
- 2018年頃から上京するまではデザイン関係の仕事をしている女性と大阪でルームシェアをしていた。
- 2020年7月より、伊藤俊介（オズワルド）、森本サイダー、大鶴肥満（ママタルト）と新宿で同居していた。
- 2021年6月13日放送の『蛙亭のオールナイトニッポン0（ZERO）』（ニッポン放送）内で、占い芸人で先輩でもある横山裕之（天狗）から運気の上がる名前として薦められ、本名と同一だった芸名を『イワクラ』へ改名することを発表した。
  - 過去にも大阪時代に、人に恵まれているからという意味で「人恵（じんけい）」という芸名へ改名しようとしたが、吉本からNGにされた。なお、人恵に改名した際には中野の芸名も「人恵の友」に改名させるつもりだった。

- 2021年11月、宮崎県の魅力をPRするみやざき大使に選ばれた。同年11月14日には蛙亭として就任式イベントに参加した。

## 経歴
NSC大阪校34期出身からなるコンビ。共にコンビを組む相手を見つけられなかったため、「相方探しの会」へ参加。スベる人もいた中、イワクラが大喜利でウケていたため中野から声をかけた。イワクラ自身はウケているという手応えこそなかったが、中野が面白いと言ってくれたためこの先も面白いと言ってもらえると思い、現在のコンビを結成。以前のイワクラはピン芸人としてネタを披露していた。イワクラは衝突が起こるからとして女性同士でコンビを組むのは当初から考えておらず、中野は温厚なため助かっているという。
当時は男女コンビ自体が珍しく、ゆにばーすや相席スタートよりも男女コンビ歴は長い。また、お互いに初めての相方でもある。
コンビ名はイワクラが命名した。当初は「青レンジャー」が候補であったが、イワクラがNSCにコンビ名を提出する際に変更を考えた。当時から学天即（現ガクテンソク）や天竺鼠といった漢字のコンビ名に憧れており、そこで漢字2文字にしたかったため、中野が好きな「カエル」と、宮崎時代にイワクラがアルバイトをしていた焼肉屋の「はいから亭」を組み合わせた。
中野は当初、イワクラのことを“のほほんとしたちょっと変な子”と思っていたが、意外にしっかりしていたため「しっかりしてるのに何でこんなしっかりしてない感じなんだろう」と、いまだに謎と答えている。イワクラは、中野の作ったネタは構成がしっかりしていたので、お互いに足りないところを補っていけばいいと思ったという。
養成所では講師に勧められ漫才を演じていたが、家の中でNSCの志望動機として「コントがしたい」と書いた紙をたまたま見つけたことからコントへ転向した。当時はどのネタにも包丁を出していて、講師から『包丁に頼るのをやめなさい』とダメ出しされた。初めて作ったコントは「メリークルシミマス」。ちなみに、漫才にも「包丁通ります」というネタを持っている。
2018年7月8日、『第39回ABCお笑いグランプリ』（朝日放送テレビ）の決勝に初出場し、第3位に終わった。2本目に披露した「宅配ピザ」のネタには、最後に吸血鬼の胸を触るくだりがあったが、ぶっつけ本番でその回数を3倍（15回）にした事で優勝を逃している。
『キングオブコント2019』（TBSテレビ）の予選を東京で受け、初めて準決勝へ進出したことで上京する気持ちが強くなり、2020年4月より大阪から東京へ活動拠点を移した。
2021年7月11日、『第42回ABCお笑いグランプリ』（朝日放送テレビ）の決勝に出場し、第3位に終わった。
『キングオブコント2021』（TBSテレビ）では決勝へ初進出。「人工生命体」でトップバッターながら461点の高得点を叩き出したものの、6位でファイナルステージ進出を逃した。審査員の飯塚悟志（東京03）からは「トップバッターでなければもっと高得点だった、本当に面白いネタ」、山内健司（かまいたち）からは「個人的MVP」、松本人志（ダウンタウン）からは「もっと高くてもと思ったが、上が詰まってしまうかもと思い抑えた。ハリウッド映画で見たい」など高評価を受けた。ネットでは審査員の評価にも挙がっていた「トップバッターだから低得点」という賞レースにおける風潮に対して、蛙亭の完成度が高かったことにより否定的な意見が多く上がった。なお、敗者コメントは生放送の構成上の時間配分によるものなのかファーストステージ敗退者7組の中で唯一無く、どのような思いだったのかは当日Twitterライブで行われていた暫定席生配信を見なければ分からなかった。
2022年11月19日から同月23日まで渋谷モディにて結成10周年を記念した自身初となる個展「蛙亭中野イラスト展 お初です、わこつ!」「蛙亭イワクラ写真展 だいすきなひとたち」が開かれ、初日にはコンビでのサイン会も開かれるなど盛況となった。また、2023年2月8日から同月13日まで大阪にあるLAUGH & PEACE ART GALLERY OSAKAで東京と同名の個展が開かれた。同様に初日にはコンビでのサイン会が実施された上、チェキ会も行われた。
2023年10月21日、2年ぶりに『キングオブコント2023』（TBSテレビ）決勝に進出。結果はファーストステージ敗退、8位に終わった。

## 出囃子
神聖かまってちゃん「砲の上のあの娘」
神聖かまってちゃん「花ちゃんはリスかっ！」

## 芸風
- 自己を投影した自画像のような作風のネタや、中野の演じる変な男の妄想テイストのネタ[65]が特徴。マイナスの感情からネタを作ることが多いという[66]。
- 主にコントだが、時おり漫才もやっている。漫才の際は緑（カーキ）を基調にした衣装（中野はスーツ、イワクラは吊りスカート）で揃えていたが、2022年10月頃スカートの摩耗を機に、白と黒を基調とした2色ツートンのワンピースを新調した[注 5]。
- 中野は岡山弁、イワクラは宮崎弁（西諸弁）訛りの混じった関西弁や共通語で展開していくことが多い。男性の中野の声が高く、女性のイワクラの声が低いという点が一つのアクセントとなっている。
- 結成当初から2015年頃までは中野がネタを作っていたが、よしもと漫才劇場のバトルイベントでイワクラの書いたネタが上位へ入って以降[68]、ネタ作りや劇場のネタ選びをイワクラが担当している[9]。
- 東京進出後は中野のキャラを生かしたコントが主流となった。「マッチングアプリ」などの“無敵の人物として中野が前面に出るネタ”を積極的に披露し出したのは2019年頃からで、それ以前はイワクラも率先してボケを担当していた。
- イワクラが考えをまとめるのが苦手なため、中野に口頭で設定だけを伝えてほぼ練習せずに、本番へ臨むこともある[69]。本番中アドリブで足していく為、中野の受けと演技の幅が蛙亭のマザーシップとなっている[70]。
- 初期はイワクラが包丁で人を脅したり、図書室を放火したり、ダイナマイトで学校を爆破しようとするなど、心に陰のある女性を中心としたコントを披露していた。
- 蛙亭のコントの真骨頂は、イワクラ扮する悪女が死ぬような展開のカタルシスにある（「宅配ピザ」「自転車撤去」「突入」など）。
- 生々しい下ネタや女性像を描いていながら引かずに面白く見ることができる男女コンビ、と飯塚悟志は評している[71]。

## 出演

### テレビ番組
現在のレギュラー
- これ余談なんですけど・・・（2022年11月2日 - 、朝日放送） - イワクラ（ナレーション）
- 天才てれびくん（2023年4月3日 - 、NHK Eテレ）
- ポケモンとどこいく!?（2023年5月7日 - 、テレビ東京） - 声の出演 コッカー（2代目、中野）
- 華丸丼と大吉麺（2024年10月20日・2025年4月6日 - 、朝日放送） - 中野（ナレーション）

不定期出演
- 有吉の壁（日本テレビ、2020年8月19日初出演）
- ネタパレ（フジテレビ、2020年8月14日初出演）
- アメトーーク!（テレビ朝日）
- さんまのお笑い向上委員会（フジテレビ）
- 千原ジュニアの座王（関西テレビ、2018年4月9日初出演）
- プレバト!!（TBS） - 中野（水彩画・特待生2級）
- ラヴィット!（TBS）
- あおきいろ（NHK Eテレ）

過去の出演番組
- ゴッドタン（テレビ東京） - 不定期出演
- 有田ジェネレーション（TBS） - 準レギュラー
- 爆笑問題&霜降り明星のシンパイ賞!!（テレビ朝日） - 不定期出演
- 千鳥のクセがスゴいネタGP→千鳥のクセスゴ!（2020年10月15日 - 2025年3月2日、フジテレビ） - 不定期出演
- ぼる塾の煩悩ごはん → ぼる塾のいいじゃないキッチン（2021年3月31日 - 2022年3月、テレビ朝日） - 中野（ナレーション）
- 土曜プレミアム お笑い脱出ゲーム2（2021年4月24日、フジテレビ） - イワクラ（進行）
- イケメン乙〜イケメン今日もおつかれさまです〜（2021年10月17日 - 12月19日、朝日放送） - イワクラ
- 占いリアリティーショー どこまで言っていいですか？（ 2021年12月28日 - 2022年9月30日、テレビ東京） - イワクラ
- 蛙亭のかえる天国（2022年1月19日（18日深夜） - 3月30日、RSK山陽放送） - 冠番組
- 蛙亭のワールドワラジャーナル（2022年3月21日 - 4月11日、BSよしもと） - BSよしもと 開局最初のレギュラーバラエティ番組。
- ニューヨークと蛙亭のキット、くる!!（2022年4月6日 - 2023年3月30日、テレビ神奈川 / 2022年10月8日 - 2023年10月7日、BSよしもと）
- イワクラと吉住の番組（2022年4月6日 - 2024年9月18日、テレビ朝日） - イワクラ
- ビットワールド「100秒でわかる名作劇場」（2022年4月8日 - 2025年3月28日、NHK Eテレ） - 声の出演 ウサギ（中野）、クマ（イワクラ）
- よかとこ発見!蛙亭イワクラ使節団〜伊藤と肥満とサイダーと〜（2022年4月9日 - 2024年3月24日、テレビ宮崎） - イワクラのみ、中野はナレーションを担当
- イタズラジャーニー（2022年10月15日 - 2024年9月28日 、フジテレビ） - 中野（ガイダンス）
- 神明グループpresents 蛙亭のUhh!!まいすたー（2023年1月28日・2月25日・3月25日、BSよしもと）
- 株式会社フット後藤〜GOTO事業承継〜（2023年6月7日 - 9月6日、テレビ西日本） - 中野（ナレーション）
- イワクラせいや警備保障（2023年10月5日 - 2024年9月26日、テレビ朝日） - イワクラ

- 満天☆青空レストラン（2024年10月26日、日本テレビ）-「山梨県 シャインマスカットを使ったホワイトバルサミコ酢」
- ヒューマングルメンタリー オモウマい店（2024年11月5日、日本テレビ）※中京テレビ制作 - ゲスト出演

### ラジオ
現在のレギュラー
- 華結び（2021年4月24日 - 、RKBラジオ） - イワクラ（アシスタント）

過去の番組
- 芸人Boom!Boom!蛙亭の語リング★（2020年5月26日 - 2024年1月26日、stand.fm） - 毎週金曜日配信
- 蛙亭のオールナイトニッポン0(ZERO)（2021年6月13日、ニッポン放送）
- 蛙亭 ザ・マミィのコントの話（2022年4月1日 - 2022年5月13日、グノシー） - 毎週金曜日配信
- オールナイトニッポンPODCAST蛙亭のトノサマラジオ（2021年10月5日 - 2024年3月26日、ニッポン放送） - 毎週火曜日配信
  - 蛙亭のオールナイトニッポンi（2020年10月20日 - 2021年9月28日、ニッポン放送） - 毎週火曜日配信

### WEB番組
- 蛙亭もういっちょ（YouTube「もういっちょTV」（テレビ朝日運営）、2020年3月 - 2020年5月）

### CM
- ダスキン
  - くらしのリズムを整えよう・浄水シャワー編 - 中野（ナレーション）[90]
- スカパー! 無料の日 - 中野（ナレーション）
  - クイズ王も知らない編[91]
  - クイズ王早押し編[91]
- Yahoo! JAPAN アプリ
  - Mr.Y「人物検索」編[92]
- Indeed
  - 「レストラン」編（2021年12月18日 - ）[93]
  - 「家電量販店」編（2021年12月27日 - ）[93]
  - 「社長室」編（2022年1月5日 - ）[93]
- 映画『マトリックス レザレクションズ』 プレミア配信TVCM（2022年1月28日 - ）中野（ナレーション）[94]
- LINE - イワクラ
  - LINEポケットマネー LINE大喜利「LINE○○マネー」編、「LINEで100」編（2022年3月25日 - ）[95]
  - LINEポケットマネーWEB CM「LINEで完結」編、「少額から借りられる」編、「100円から返せる」編（2022年9月7日 - ）[96]
- 日本郵便 郵便局の年賀状印刷「ご近所散歩中・遊んでるうちに」編（2022年10月27日 - ）イワクラ[97]
- サントリー パーフェクトサントリービール（2022年11月 - ）中野[98]
- TWO BARTH（バース）（2022年11月24日 - ）[99]
- ワールドパーティー「Wpc.」2023年春夏ビジュアル、スペシャルムービー（2023年）[100]
- アサヒビール アサヒ食彩「蛙亭 楽屋で！＃食彩体験」篇（2023年7月5日 - ）[101]
- FANYチャンネル「ファニ胃ちゃん爆誕」編（2024年1月30日 - ）中野[102]
- ポケモンカードゲーム バトルアカデミー[103]
  - 入学篇（2024年3月1日 - ）[104]
  - 授業篇（2024年3月15日 - ）[105]
  - 対戦篇（2024年3月22日 - ）[106]
- ジャンボ宝くじ「出会い」事前篇（2024年7月5日 - ）中野[107]
- HTT東京まもり隊（2024年12月13日 - ）イワクラ[108]

### 映画
- 青葉家のテーブル（2021年6月18日公開） - 紺介 役（中野）[109]
- 劇場版 ほんとうにあった怖い話 事故物件芸人3（2021年9月10日公開） CASE2:「本日は都内にある、とあるスタジオに来ております…」[110][111]
- 有吉の壁 カベデミー賞 THE MOVIE「まっぱ MAPPA」（2022年6月11日、ライブビューイングジャパン）[112]
- はらむひとびと（2025年7月11日）（中野）[113][114][115]

### テレビドラマ
- ひまわりっ 〜宮崎レジェンド2〜（2022年5月16日 - 5月27日 、UMKテレビ宮崎） - 本人役（イワクラ）[116]
- 事件は、その周りで起きている（2022年8月1日 - 4日、NHK総合） - 徳大寺玲央 役（中野）[117]
  - 事件は、その周りで起きている シリーズ2（2024年9月30日 - 10月3日、NHK総合）[118]
- 作りたい女と食べたい女（2022年11月29日 - 12月14日、NHK総合） - 森岡慶太 役（中野）[119][120][注 7]
- 罠の戦争 第1話（2023年1月16日、関西テレビ・フジテレビ系） - ジェンダー活動家（中野）[121]
- 来世ではちゃんとします3 第8話・第10話（2023年2月23日・3月9日、テレビ東京） - 縄文杉虎 役（中野）[122]
- 王様に捧ぐ薬指 第7話（2023年5月30日、TBS） - 三浦 役（イワクラ）[123]
- 不適切にもほどがある!（2024年1月26日 - 3月29日、TBS）  - 小川ゆり 役（イワクラ）[注 8]、芸人役（中野・第2話ゲスト[126]）
- MADDER その事件、ワタシが犯人です（2025年4月11日 - 6月13日、関西テレビ・フジテレビ） - 佐々木結希 役（イワクラ）[127]
- 恋は闇 第3話（2025年4月30日、日本テレビ） - 杉元 役（中野）[128]

### テレビアニメ
- うる星やつら（2022年11月25日、フジテレビ） - プールの妖怪 役（中野）[129]

### 舞台
- ニッポン放送開局70周年記念公演「138億年未満」（2024年11月23日 - 12月8日、本多劇場 / 12月12日 - 16日、サンケイホールブリーゼ） - 矢田建生 役（中野）[130]
- VISIONARY READING「三島由紀夫レター教室」（2025年10月8日・9日〈予定〉、紀伊國屋ホール） - 丸トラ一 役（中野）[131]

## 賞レースでの戦績
| 年度             | 結果         | 会場                             | 日程           |
| ---------------- | ------------ | -------------------------------- | -------------- |
| 2011年（第4回）  | 2回戦進出    | [大阪] ヨシモト∞ホール OSAKA     | 8月6日         |
| 2012年（第5回）  | 1回戦敗退    | [大阪] 国際交流センター          | 7月4日         |
| 2013年（第6回）  | 1回戦敗退    | [大阪] 大丸心斎橋劇場            | 7月31日        |
| 2014年（第7回）  | 1回戦敗退    | [大阪] 大丸心斎橋劇場            | 7月15日        |
| 2015年（第8回）  | 2回戦進出    | [大阪] 大丸心斎橋劇場            | 8月28日        |
| 2016年（第9回）  | 2回戦進出    | [大阪] YES THEATER               | 8月16日        |
| 2017年（第10回） | 準々決勝進出 | [大阪] YES THEATER               | 8月17日        |
| 2018年（第11回） | 準々決勝進出 | [大阪] YES THEATER               | 8月16日        |
| 2019年（第12回） | 準決勝進出   | [東京] マイナビBLITZ赤坂         | 9月5日・9月6日 |
| 2020年（第13回） | 準決勝進出   | [東京] マイナビBLITZ赤坂         | 9月3日・9月4日 |
| 2021年（第14回） | 決勝6位      | TBSテレビ                        | 10月2日        |
| 2022年（第15回） | 準決勝進出   | [東京] 新宿文化センター 大ホール | 9月1日・9月2日 |
| 2023年（第16回） | 決勝8位      | TBSテレビ                        | 10月21日       |
| 2024年（第17回） | 準決勝進出   | [東京] なかのZERO 大ホール       | 9月5日・9月6日 |

| 年度             | 結果         | 会場                      | 日程     | エントリー No. |
| ---------------- | ------------ | ------------------------- | -------- | -------------- |
| 2015年（第11回） | 3回戦進出    | [大阪] よしもと漫才劇場   | 10月26日 | 984            |
| 2016年（第12回） | 3回戦進出    | [京都] よしもと祇園花月   | 10月20日 | 1728           |
| 2017年（第13回） | 不参加       | 不参加                    | 不参加   | 不参加         |
| 2018年（第14回） | 2回戦進出    | [大阪] 大丸心斎橋劇場     | 10月12日 | 2194           |
| 2019年（第15回） | 準々決勝進出 | [大阪] なんばグランド花月 | 11月18日 | 1993           |
| 2020年（第16回） | 準々決勝進出 | [東京] NEW PIER HALL      | 11月17日 | 985            |
| 2021年（第17回） | 準々決勝進出 | [東京] ルミネtheよしもと  | 11月17日 | 5349           |
| 2022年（第18回） | 準々決勝進出 | [東京] ルミネtheよしもと  | 11月12日 | 3991           |
| 2023年（第19回） | 3回戦進出    | [東京] KANDA SQUARE HALL  | 11月7日  | 5004           |

- 2012年 THE MANZAI - 2回戦進出
- 2013年 THE MANZAI - 1回戦敗退
- 2014年 THE MANZAI - 1回戦敗退
- 2018年 第39回ABCお笑いグランプリ - 第3位
- 2020年 第9回ytv漫才新人賞決定戦 - 本選進出
- 2020年 Laughter Nightチャンピオン大会 - 決勝進出
- 2021年 第42回ABCお笑いグランプリ - 第3位
- 2023年 R-1グランプリ2023 準決勝進出（イワクラ）[146]

## 単独ライブ
2014年
- 9月10日 - 「蛙亭の30分」（よしもと漫才劇場）
- 11月4日 - 「蛙亭の30分」（よしもと漫才劇場）

2015年
- 6月28日 - 「蛙亭単独ライブ」（道頓堀ZAZA POCKET'S）
- 9月17日 - 「僕たちの帰る場所」（道頓堀ZAZA HOUSE）

2016年
- 4月3日 - 「ちゃお! 〜死ぬまで生きちゃお〜」（道頓堀ZAZA HOUSE）
- 6月5日 - 「らっきょ」（道頓堀ZAZA POCKET'S）※トークライブ
- 7月29日 - 「青レンジャー」（道頓堀ZAZA HOUSE）
- 12月19日 - 「どげんかせんといけまぁが!!」（よしもと漫才劇場）

2017年
- 4月15日 - 「学校に行きたくない」（道頓堀ZAZA HOUSE）
- 8月12日 - 「リアルオアファンタジー」（よしもと漫才劇場）

2018年
- 4月1日 - 「ふたりで作ってます。」（よしもと漫才劇場）
- 9月16日 - 「蛙亭Fam.〜6年6華月〜」（よしもと漫才劇場）

2019年
- 2月15日 - 「ケロケロ言うてやってますけども」（よしもと漫才劇場)
- 4月28日 - 「タイヤと大仏」（よしもと漫才劇場）
- 12月13日 - 「心の底から叫ぶぜ!!」（よしもと漫才劇場）
- 12月21日 - 「東京無限大青春朝焼物語」（ヨシモト∞ホール）

2020年
- 3月8日 - 「大阪LOVERS」（よしもと漫才劇場）※中止
- 4月5日 - 「ケロッと一発! やってみよう!」（ヨシモト∞ホール）※オンラインにて開催
- 4月5日 - 「蛙亭トークライブ 語りんぐ★」（ヨシモト∞ホール）
- 6月14日 - 「ネタがやりたいんや!!」（ヨシモト∞ホール）※オンラインにて開催
- 7月22日 - 「この街も変わんねぇな」（よしもと漫才劇場）

2021年
- 2月21日 - 「ネコの日イヴ」（ヨシモト∞ホール）
- 8月9日 - 「ネタ・ウォー 〜東京公演! ざけんなよ〜」（ヨシモト∞ホール）
- 8月12日 - 「ネタ・ウォー 〜大阪公演! ざけんなよ〜」（COOL JAPAN PARK OSAKA TTホール）

2022年
- 3月19日 - 「TOKYO PUBLIC NIGHT」（ルミネtheよしもと）
- 4月10日 - 「TOKYO PUBLIC NIGHT」（森ノ宮よしもと漫才劇場）
- 7月8日 - 「Sheep the Underworld」（YES THEATER）
- 7月23日 - 「Sheep the Underworld」（ルミネtheよしもと）

2023年
- 3月17日 - 蛙亭結成10周年記念なんばグランド花月単独ライブ 「Thank you for 10 years. We go out into the wide sea. Come with us.」（なんばグランド花月）
- 7月8日 - 「ベルセルクブレイズドラゴン」（ルミネtheよしもと）
- 7月9日 - 「ベルセルクブレイズドラゴン」（ルミネtheよしもと）
- 8月12日 - 「ベルセルクブレイズドラゴン」（COOL JAPAN PARK OSAKA TTホール）

2024年
- 7月13日 - 「かませ! ストライク」（よしもと福岡劇場）
- 7月21日 - 「かませ! ストライク」（ルミネ the よしもと）
- 7月27日 - 「かませ! ストライク」（YES THEATER）

2025年
- 7月6日 - 「まわる」（ルミネ the よしもと）
- 7月12日 - 「まわる」（よしもと漫才劇場）

## 主催ライブ
2022年
- 8月13日 - 蛙亭のハッピーサマーライブ2022（宮崎県小林市文化会館）

2023年
- 2月18日 - TOKYO SHUCHAN COLLECTION 2023（博品館劇場）
- 6月3日 - 蛙亭のハッピーサマーライブ2023（宮崎県小林市文化会館）

2024年
- 5月4日 - TOKYO SHUCHAN COLLECTION 2024（銀座ブロッサム中央会館）
- 6月23日 - 蛙亭のハッピーサマーライブ2024（宮崎県小林市文化会館）

2025年
- 2月16日 - TOKYO SHUCHAN COLLECTION 2025（有楽町朝日ホール）
- 6月1日 - 蛙亭のハッピーサマーライブ2025（宮崎県小林市文化会館）

## その他
- ケロケロ☆通信  - 公式ファンクラブ[147]
- 本格焼酎 けろっと明月（明石酒造） - プロデュース[148]